# Platyplectrurus
Platyplectrurus es un género de serpientes de la familia Uropeltidae. Sus especies se distribuyen por el sur de la India continental y Ceilán.

## Especies
Se reconocen las 2 especies siguientes:
- Platyplectrurus madurensis Beddome, 1877
- Platyplectrurus trilineatus (Beddome, 1867)